# 사랑은 주는 것
"사랑은 주는 것"은 1963년 공개된 대한민국의 영화이다.

## 배역
- 엄앵란
- 윤일봉
- 신영균
- 남미리